# Candice King

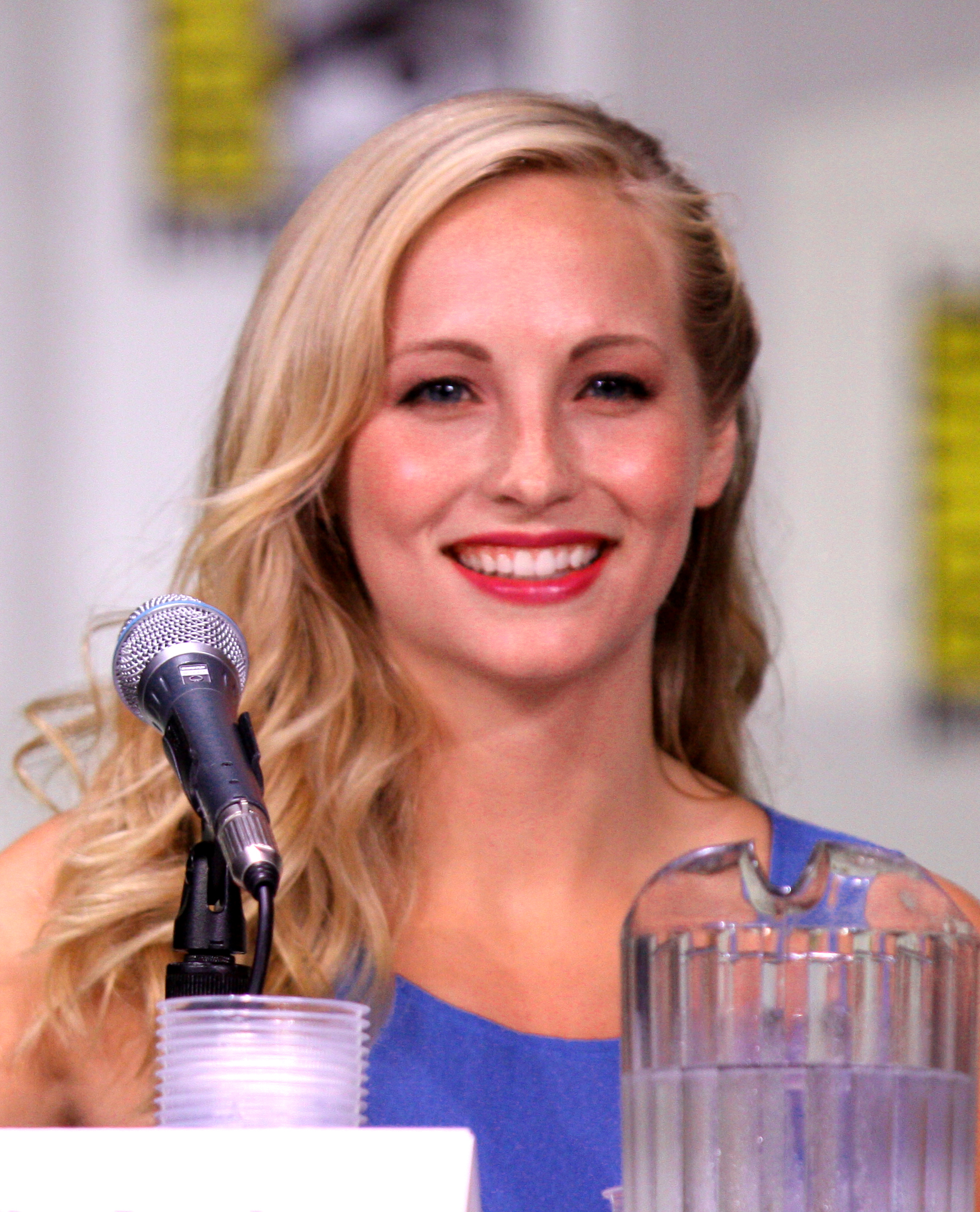
Candice Accola (2011)

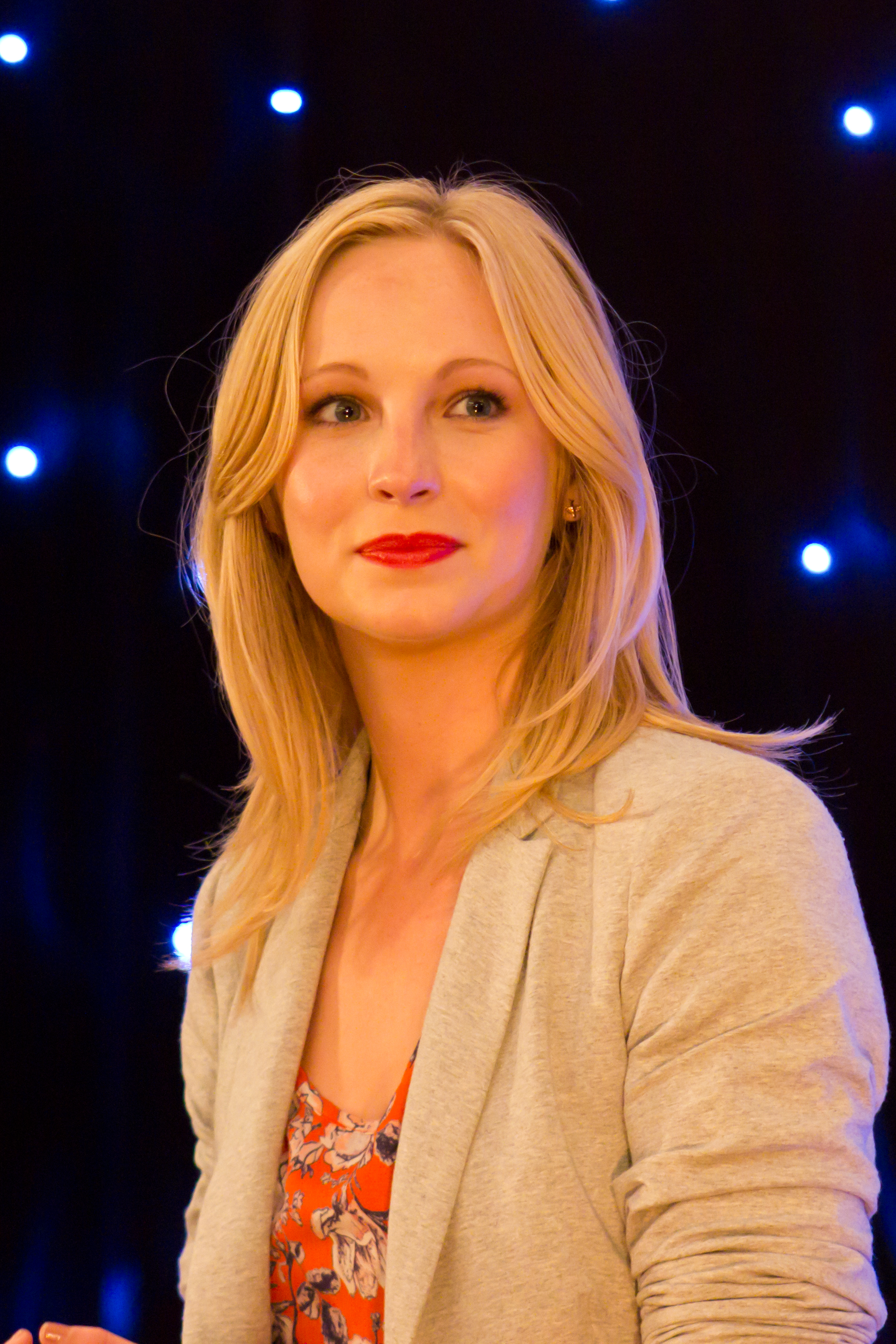
Candice Accola (2013)

Candice Rene King, de domo Accola  (ur. 13 maja 1987 w Houston) – amerykańska aktorka, piosenkarka, autorka tekstów piosenek, występowała m.in. w roli Caroline Forbes w serialach Pamiętniki wampirów i The Originals.

## Życiorys
Candice Accola dorastała w Edgewood. Jej ojciec Kevin jest kardiochirurgiem, a matka Carolyn była dawniej, zanim została gospodynią domową, inżynierem środowiska. Oboje jej rodzice należą do Republican Party of Florida. Zanim przeprowadziła się do Los Angeles, uczęszczała do Lake Highland Preparatory School. Sześć miesięcy później podpisała kontrakt na nagranie płyty It’s Always the Innocent Ones. W swoim pierwszym filmie Pirate Camp wystąpiła dwa lata później. Wystąpiła także jako gość w popularnych serialach takich jak Nie z tego świata, Greek oraz Jak poznałem waszą matkę. Pojawiła się też w filmach On the Doll, Juno i Martwa dziewczyna.
Accola rozwijała swój talent w filmach Hannah Montana & Miley Cyrus: Best of Both Worlds Concert i Hannah Montana: Film, w których śpiewała w tle. W 2010 wystąpiła w serialu Jej Szerokość Afrodyta jako Jessica z grupy Confetti razem z MacKenzie Mauzy.
W maju 2009 zaczęła regularnie brać udział w castingach dla telewizji The CW. Dostała rolę w serialu Pamiętniki wampirów, gdzie zagrała Caroline Forbes – popularną uczennicę, która została przemieniona w wampirzycę. W szesnastym odcinku drugiej serii zaśpiewała piosenkę Eternal Flame zespołu The Bangles. Był to jej muzyczny debiut.

## Życie prywatne
W 2014 roku poślubiła swojego narzeczonego Joego Kinga, gitarzystę zespołu The Fray. 15 stycznia 2016 urodziło się pierwsze wspólne dziecko pary – córka Florence May King, a 1 grudnia 2020 kolejna córka - Josephine June King. W 2022 roku małżeństwo zostało zakończone rozwodem. Od 2023 roku jest w związku z aktorem Stevenem Kruegerem.

## Filmografia
| Rok       | Film/Telewizja                    | Rola              | Uwagi                           |
| --------- | --------------------------------- | ----------------- | ------------------------------- |
| 2007      | Pirate Camp                       | Annalisa/Tom      |                                 |
| 2007      | Jak poznałem waszą matkę          | Amy               | Odcinek: „Something Borrowed”   |
| 2007      | Juno                              | Amanda            |                                 |
| 2007      | On the Doll                       | Melody            |                                 |
| 2007      | X's & O's                         | przyjaciółka Gwen |                                 |
| 2008      | Martwa dziewczyna                 | JoAnn             |                                 |
| 2009      | Nie z tego świata                 | Amanda Heckerling | Odcinek: „After School Special” |
| 2009      | Love Hurts                        | Sharon            |                                 |
| 2009      | Greek                             | Alice             | Odcinek: „Isn't It Bro-mantic?” |
| 2009      | Hannah Montana: The Movie         | Ona sama          |                                 |
| 2009      | The Truth About Angels            | Caitlin Stone     |                                 |
| 2009–2017 | Pamiętniki wampirów               | Caroline Forbes   |                                 |
| 2010      | Jej Szerokość Afrodyta            | Jessica           | Odcinek: „Begin Again”          |
| 2010      | Kingshighway                      | Sophia            |                                 |
| 2012      | Dating Rules From The Future Self | Chloe Cunningham  | 6 odc.                          |
| 2018      | The Originals                     | Caroline Forbes   | 5 odc.                          |
| 2019      | The Orville                       | Solana Kitan      | 1 odc.                          |
| 2020      | After 2                           | Kimberly          |                                 |

## Dyskografia
- It’s Always the Innocent Ones (2007)[2]